# Union royale néerlandaise de cyclisme

Logo de la KNWU

L'Union royale néerlandaise de cyclisme (en néerlandais : Koninklijke Nederlandsche Wielren Unie, KNWU) est l'instance qui gouverne le cyclisme aux Pays-Bas. Elle est membre de l'Union cycliste internationale et de l'Union européenne de cyclisme.